# Nifedipino
Nifedipino ou nifedipina é um fármaco bloqueador dos canais de cálcio utilizado como hipotensor, vasodilatador e tocolítico. É indicado na hipertensão arterial sistêmica e pulmonar,  angina de peito estável e na prevenção de parto prematuro.

## Farmacocinética
Iniciar com 10mg por via oral, 2 vezes ao dia, com ou sem comida. Aumentar em função da resposta terapêutica, até o máximo de 20mg, 3 vezes ao dia.
A nifedipina é rápida e quase completamente absorvida após administração oral (90%), independente de alimentos, embora depois do metabolismo de primeiro passo hepático a biodisponibilidade é reduzida para 50-70%. O metabolismo hepático de nifedipina é rápida e completa, resultando em dois metabolitos inactivos que são excretados juntamente com a droga ativa na urina e, em menor grau nas fezes. Apenas 5% de nifedipina é excretado inalterado na urina. A meia-vida de eliminação é de 2 a 5 horas, aumentando para 7 horas em caso de insuficiência hepática clinicamente significativa.

## Contraindicações
É contraindicado em caso de hipersensibilidade à nifedipina, infarto agudo do miocárdio, hipotensão arterial, insuficiência cardíaca, transtorno do nodo sinusal, estenose aórtica avançada, angina instável ou angina pós-infarto, porfirias.

## Efeitos colaterais
Nifedipina pode causar dor de cabeça, inchaço, dilatação dos vasos sanguíneos, prisão de ventre, sensação de mal estar, ansiedade, problemas de sono, vertigens, enxaqueca, tontura, tremores, problemas na visão, aceleração do ritmo cardíaco, palpitações, tensão arterial baixa, desmaio, hemorragia e congestão nasal, dor gastrointestinal e abdominal, náusea, calafrios, digestão difícil e dolorosa, gases, secura na boca, alterações nos exames laboratoriais ao sangue, aparecimento de lesões ou vermelhidão da pele, cãibras musculares, inchaço nas juntas, aumento ou diminuição da vontade de urinar ou disfunção erétil.